# Friends (groep)
Friends was een Zweedse dansband die van 1999 tot 2002 bestond. Ze werd gevormd via een televisieprogramma.
De band deed in 2000 mee aan Melodifestivalen met När jag tänker på i morgon om zo naar het Eurovisiesongfestival te mogen, in eigen land. De groep eindigde op een gedeelde tweede plaats. Een jaar later won ze met Lissna till ditt hjärta Melodifestivalen. De band ging naar het songfestival met de Engelse versie Listen to your heartbeat. Het lied zou geplagieerd zijn van Liefde is een kaartspel van Lisa Del Bo. Het intro was inderdaad hetzelfde en ook het refrein had er veel van weg. Na het songfestival werd het lied inderdaad plagiaat bevonden. Op het songfestival eindigde het vijfde (elf plaatsen hoger dan het lied van Del Bo in 1996). 
Na de split van de groep gingen de twee zangeressen Nina en Kim verder als het duo Nina & Kim.

## Discografie
- Friends på turné (1999)
- Blickar som tänder (2000)
- Listen to your heartbeat (2001)
- Dance with me (2002)
- Best of Friends (2003)

## Leden
- Stefan Brunzell
- Tony Haglund
- Kristian Hermanson
- Nina Inhammar
- Kim Kärnfalk
- Marko Siila

1958: Alice Babs · 
1959: Brita Borg · 
1960: Siw Malmkvist · 
1961: Lill-Babs · 
1962: Inger Berggren · 
1963: Monica Zetterlund · 
1965: Ingvar Wixell · 
1966: Lill Lindfors & Svante Thuresson · 
1967: Östen Warnerbring · 
1968: Claes-Göran Hederström · 
1969: Tommy Körberg · 
1971: Family Four · 
1972: Family Four · 
1973: Nova · 
1974: ABBA · 
1975: Lasse Berghagen · 
1977: Forbes · 
1978: Björn Skifs · 
1979: Ted Gärdestad · 
1980: Tomas Ledin · 
1981: Björn Skifs · 
1982: Chips · 
1983: Carola · 
1984: Herreys · 
1985: Kikki Danielsson · 
1986: Lasse Holm & Monica Törnell · 
1987: Lotta Engberg · 
1988: Tommy Körberg · 
1989: Tommy Nilsson · 
1990: Edin-Ådahl · 
1991: Carola · 
1992: Christer Björkman · 
1993: Arvingarna · 
1994: Marie Bergman & Roger Pontare · 
1995: Jan Johansen · 
1996: One More Time · 
1997: Blond · 
1998: Jill Johnson · 
1999: Charlotte Nilsson · 
2000: Roger Pontare · 
2001: Friends · 
2002: Afro-Dite · 
2003: Fame · 
2004: Lena Philipsson · 
2005: Martin Stenmarck · 
2006: Carola · 
2007: The Ark · 
2008: Charlotte Perrelli · 
2009: Malena Ernman · 
2010: Anna Bergendahl · 
2011: Eric Saade · 
2012: Loreen · 
2013: Robin Stjernberg · 
2014: Sanna Nielsen · 
2015: Måns Zelmerlöw · 
2016: Frans · 
2017: Robin Bengtsson · 
2018: Benjamin Ingrosso · 
2019: John Lundvik · 
2021: Tusse · 
2022: Cornelia Jakobs · 
2023: Loreen · 
2024: Marcus & Martinus · 
2025: KAJ